# Lithops optica
Espèce
Synonymes
- Mesembryanthemum opticum Marloth (1910)
- Lithops elevata L.Bolus (1932)
- Lithops rubra NEBr. (1926)

Statut de conservation UICN

 NT  : Quasi menacé
Lithops optica est une espèce de plante succulente de la famille des  Aizoaceae, endémique en Namibie.

## Nom et description

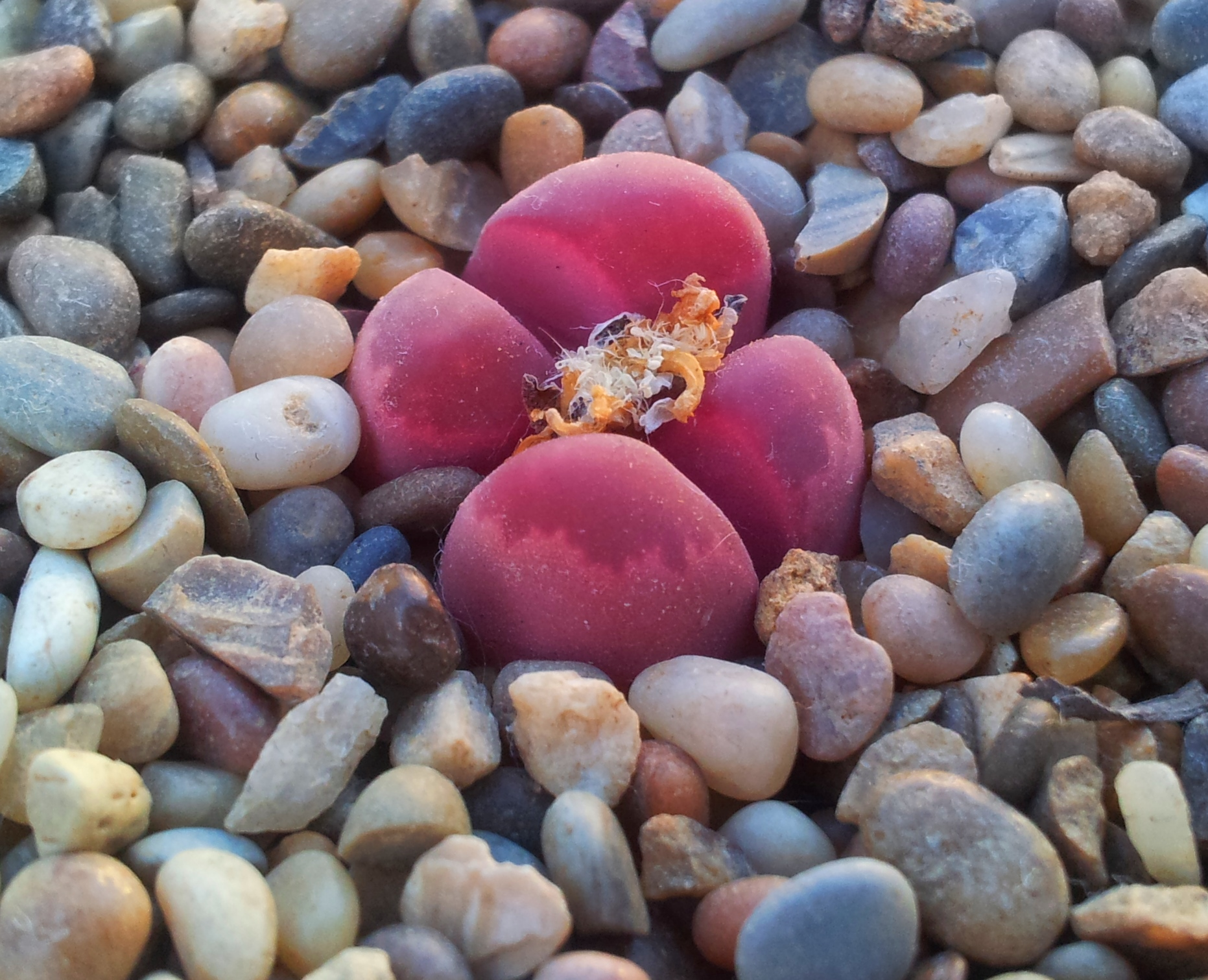
La variété rouge "rubra" ; rare à l'état sauvage

Le nom "optica" signifie "ressemblant à un œil" et fait référence aux fenêtres arrondies au sommet des feuilles. En situation dans la nature, ces deux feuilles émergent juste au-dessus de la surface du sol.
La variété "rubra" bien connue et largement cultivée est d'une couleur pourpre/rouge vif. Alors que la plupart des spécimens de Lithops optica n'ont pas cette couleur, la variété "rubra" est de loin la plus cultivée.

## Répartition
Cette espèce est présente dans les zones côtières autour de Lüderitz, Namibie. Il s'agit d'une zone de "ceinture de brume" très aride, avec des précipitations hivernales mais des conditions extrêmement sèches. C'est donc une des rares espèces de Lithops qui soit adaptée à un climat pluvieux hivernal. Son habitat naturel est un sol sablonneux dans des zones rocheuses.
Il est menacé de disparition dans son habitat naturel.

## Culture
Il est couramment utilisé comme plante d'intérieur ou pour l'aménagement paysager. Il demande un sol extrêmement bien drainé.
Comme tous les  Lithops , il respecte des cycles annuels, après la floraison une nouvelle paire de feuilles apparait qui remplace l'ancienne. Les Lithops doivent alors être maintenus au sec dès la fin de cette floraison, jusqu'à ce que les vieilles paires de feuilles soient complètement remplacées.